# Lebnica
Lebnica, Łebnica (t. Lebnicka reka; maced. i bułg. Лебница, Лебнишка река) – rzeka w południowo-wschodniej Macedonii Północnej i w południowo-zachodniej Bułgarii, lewy dopływ Strumy w zlewisku Morza Egejskiego. Długość – 50 km, powierzchnia zlewni – 318 km². Wody rzeki są używane do nawadniania.
Lebnica wypływa pod szczytem Ograżden w paśmie górskim o tej samej nazwie w Macedonii. Płynie na wschód, przecina granicę serbsko-macedońską i uchodzi do Strumy niedaleko miasta Sandanski. Dolina Lebnicy jest głęboko wycięta w skałach metarmorficznych i w granitach, u ujścia jest uformowany duży stożek napływowy.